# Laetitia Pujol
Pour les articles homonymes, voir Pujol.
Scènes principales
Opéra national de Paris
Laetitia Pujol, née le 8 octobre 1975 à Paris, est une danseuse française. Elle est étoile du ballet de l’Opéra national de Paris,.

## Les débuts
En 1983, à l'âge de 8 ans, Laetitia Pujol commence la danse en région toulousaine.
Elle rejoint rapidement les rangs du Conservatoire à rayonnement régional de Toulouse, et décroche ses premières récompenses nationales dès l'âge de 13 ans.
En 1992, Laetitia Pujol remporte le prix de Lausanne en Suisse.

## École de danse
Cette réussite lui permet d'entrer à l'école de danse de l'Opéra national de Paris directement dans la première division, soit en dernière année.

## Dans le ballet de l'Opéra de Paris
Engagée dans le corps de ballet de l'Opéra de Paris en 1993, elle est promue coryphée en 1994 et remporte la médaille d'argent du Concours international de ballet de Varna en Bulgarie la même année.
Elle est passée sujet en 1999, ayant présenté la variation de Gamzatti dans La Bayadère et celle d'Esmeralda dans Notre-Dame de Paris, puis première danseuse  en 2000, grâce à des solo tirés d'Études et de Raymonda.

## Danseuse étoile
Laetitia Pujol est promue étoile le 2 mai 2002, à l'âge de 26 ans, à l'issue de son interprétation du rôle de Kitri dans Don Quichotte à l'Opéra Bastille. Le 23 septembre 2017, elle fait ses adieux à la scène.

## Vie privée
Laetitia Pujol a deux enfants.

## Récompenses
- 1992 : Prix de Lausanne
- 1994 : Concours international de ballet de Varna, médaille d'argent
- 1997 : Prix du Cercle Carpeaux à l'Opéra de Paris

## Décorations
- Commandeur de l'ordre des Arts et des Lettres Elle est promue au grade de commandeur le 23 mars 2017[5].

## Répertoire
- La Belle au bois dormant : Aurore, la Chatte, Fée Canari / Rudolph Noureev
- Don Quichotte : Kitri, Cupidon / Rudolph Noureev
- La Petite danseuse de Degas : la Petite danseuse / Patrice Bart
- Casse-Noisette : Clara, Luisa / Rudolph Noureev
- Joyaux : Emeraudes / Georges balanchine
- La Sylphide : pas de deux des Écossais / Pierre Lacotte
- Études : l'Etoile / Hararld Lander
- La Bayadère : Gamzatti, Danseuse Manou, une Ombre / Rudolph Noureev
- Raymonda : Clémence / Rudolph Noureev
- Paquita : Rôle Titre, pas de trois / Pierre lacotte
- Cendrillon : Cendrillon, une Sœur de Cendrillon/Rudolph Noureev
- Wuthering Heights : Catherine / Kader Belarbi
- Sylvia : Sylvia / john Neumeier
- Giselle : Giselle / Patrice Bart
- Les Quatre tempéraments : Sanguin
- Roméo et Juliette : Juliette, une amie de Juliette / Rudolph Noureev
- Suite en Blanc : la Flûte, l'Adage / Serge Lifar
- La maison de Bernarda La sœur Aînée / Mats Ek
- the Cage : la Novice / Jerôme Robbins
- Other Dances Pas de deux / Jérôme Robbins
- Pulcinella : rôle-titre
- la 9e symphonie : La soprano, soliste 4e mouvement / Maurice Bejart
- fall river legend : l'enfant / Agnes de Mille
- Apollon Musagette : Polymnie / Georges Balanchine
- Le Concours : Ada / Maurice Bejart
- Triade : Création / Benjamin Millepied
- Le Parc : Rôle principal / Anjelin Preljocaj
- Le Loup : La Jeune Fille /Roland Petit
- Caligula : La Lune /Nicolas Le Riche
- L'Anatomie de la sensation (pour Francis Bacon) : Needles /Wayne Mc Gregor

## Filmographie
- Ma vie d'artiste, série de reportages hebdomadaires diffusés sur France 5 en 2011-2012
- Joyaux, avec Mathieu Ganio, Marie-Agnès Gillot, Emmanuel Thibault et les danseurs de l'Opéra de Paris
- Cendrillon, avec Agnès Letestu, José Martinez, Wilfried Romoli et les danseurs de l'Opéra de Paris
- La Belle au bois dormant, avec Aurélie Dupont, Delphine Moussin, Manuel Legris et les danseurs de l'Opéra de Paris
- Giselle, rôle-titre avec Nicolas Le Riche et les danseurs de l'Opéra de Paris